# 1972 au Maroc
Chronologie du Maroc
- 1968
- 1969
- 1970
- 1971
- 1972
- 1973
- 1974
- 1975
- 1976

Cet article présente les faits marquants de l'année 1972 au Maroc ou relatifs au Maroc.

## Événements
- 16 août : échec du coup d’État des aviateurs contre le régime du roi Hassan II au Maroc[1].

## Sports
- Le Rallye du Maroc 1972 (15e Rallye du Maroc), disputé du 27 au 30 avril 1972[2], est la vingtième manche du Championnat international des marques (IRC) courue depuis 1970 et la quatrième manche du Championnat international des marques 1972.
- La Coupe du Maghreb des clubs champions 1971-1972 est la troisième édition de la Coupe du Maghreb des clubs champions, qui se déroule entre les 17 et 19 décembre 1971, à Casablanca. La compétition est réservée aux champions nationaux d'Algérie, du Maroc et de Tunisie ; la Libye ne participe pas à cette édition. C'est le tenant du titre, le CR Belcourt qui la remplace. La compétition se joue sous forme de matchs à élimination directe, mettant aux prises quatre clubs, qui s'affrontent à Casablanca. C'est le club algérien du Chabab Riadhi Belcourt qui remporte la compétition en battant en finale le club tunisien du CS Sfax, sur le score de 2 buts à 1. Il s'agit du troisième titre consécutif du CR Belcourt dans la compétition[3].
- La Coupe du Maghreb des vainqueurs de coupe 1972-1973 est la quatrième édition de la Coupe du Maghreb des vainqueurs de coupe, qui se déroule entre le 29 et 31 décembre 1972, à Casablanca. La compétition est réservée aux vainqueurs de coupes nationales du Maroc, de Tunisie, et d'Algérie ; la Libye ne participe pas à cette édition. C'est le MC Alger, tenant du titre, qui la remplace. La compétition se joue sous forme de matchs à élimination directe, mettant aux prises quatre clubs, qui s'affrontent à Casablanca. C'est le club marocain du SCC Mohammédia qui remporte la compétition en battant en finale les Tunisiens du Club africain, sur le score de 1 but à 0.
- La Coupe du Maroc de football 1971-1972, également nommée  Coupe du Trône est la seizième édition de la compétition. Les deux clubs finalistes, le Chabab Mohammédia et le Racing de Casablanca ont vécu la malchance de ne pas jouer la finale à cause du coup d'état, dont la FRMF a déclaré les deux clubs vainqueurs de cette édition.
- La Coupe du Maroc de football 1972-1973,  Coupe du Trône, est la dix-septième édition de la compétition. Le Fath Union Sport de Rabat remporte la coupe au détriment de l'Ittihad Khemisset sur le score de 3-2 au cours d'une finale jouée pour la première fois au Stade Al Inbiâate à Agadir. Le Fath Union Sport de Rabat remporte ainsi cette compétition pour la seconde fois de son histoire.
- La Saison 1971-1972 des FAR de Rabat est la quatorzième de l'histoire du club. Cette saison débute alors que les militaires avaient terminé seconds en championnat de la saison dernière. Le club est par ailleurs engagé en coupe du Trône.
- La Saison 1972-1973 des FAR de Rabat est la quinzième de l'histoire du club. Cette saison débute alors que les militaires avaient terminé quatrièmes en championnat de la saison dernière. Le club est par ailleurs engagé en coupe du Trône.